# منتخب مقدونيا لكرة اليد للسيدات
منتخب مقدونيا لكرة اليد للسيدات هو الممثل الرسمي لمقدونيا في رياضة كرة اليد. شارك في بطولة العالم لكرة اليد للسيدات 5 مرات وكانت المشاركة الأولى في سنة 1997، كان أفضل مركز له فيها هو السابع. شارك في بطولة أوروبا لكرة اليد للسيدات 5 مرات وكانت المشاركة الأولى في سنة 1998، كان أفضل مركز له فيها هو السابع.